# Municipio de Santa María Chimalapa
El municipio de Santa María Chimalapa es uno de los 570 municipios en que se encuentra dividido el estado mexicano de Oaxaca. Localizado en el extremo oriental en la denominada región de Los Chimalapas.

## Geografía
El municipio de Santa María Chimalapa se encuentra localizado en el extremo oriental del estado de Oaxaca, formando parte de la Región Istmo y del distrito de Juchitán. Forma parte integral de la ecorregión de la Selva de los Chimalapas, caracterizada por su riqueza natural y ecológica, y por el conflicto territorial y agrario que se vive entre los estados de Oaxaca y Chiapas, cuyos límites en la zona no se encuentran definidos y causan continuos enfrentamientos entre los habitantes.
Este conflicto, puede causar controversia en cuanto a las cifras y datos presentados por este artículo, todos basados en información del Instituto Nacional de Estadística y Geografía de año 2010.
Las coordenadas geográficas extremas del municipio son 16°42′ - 17°12′ de latitud norte y 93°51′ - 94°56′ de longitud oeste, su extensión territorial es de 4562 235 kilómetros curados que representan el 4.64 % del territorio total de Oaxaca, lo que lo convierte en el municipio más extenso del estado. Su altitud va de 2300 a 0 metros sobre el nivel del mar.
Limita al oeste con el municipio de Matías Romero Avendaño, el municipio de El Barrio de la Soledad y el municipio de Asunción Ixtaltepec; y al sur con el municipio de San Miguel Chimalapa. Al norte los límites corresponden al estado de Veracruz de Ignacio de la Llave, en particular con el municipio de Jesús Carranza, el municipio de Uxpanapa y el municipio de Las Choapas; al este el territorio confina con el estado de Chiapas, en una zona sin límites exactos definidos, de acuerdo a Chiapas estos límites corresponden al municipio de Belisario Domínguez, no reconocido formalmente por Oaxaca o con el municipio de Cintalapa.

## Demografía
El municipio de Santa María Chimalapa de acuerdo con los resultados del Censo de Población y Vivienda llevado a cabo en 2020 por el Instituto Nacional de Estadística y Geografía, tiene una población total de 9 578 personas, de las que 4 790 son hombres y 4 788 son mujeres.
La densidad de población asciende a un total de 1.86 personas por kilómetro cuadrado.

### Localidades
El municipio incluye en su territorio un total de 50 localidades. Las principales, considerando su población del censo de 2020 son:

Principales localidades

| Localidad             | Población |
| Total Municipio       | 9 578     |
| Santa María Chimalapa | 2 516     |
| La Esperanza          | 775       |
| San Francisco la Paz  | 819       |
| Rafael Cal y Mayor    | 677       |
| La Esmeralda          | 647       |
| Benito Juarez Uno     | 343       |
| Santa Inés            | 334       |
| Cofradía Chimalapa    | 300       |

## Política
El gobierno de Santa María Chimalapa se rige por principio de usos y costumbres que se encuentra vigente en un total de 424 municipios del estado de Oaxaca y en las cuales la elección de autoridades se realiza mediante las tradiciones locales y sin la intervención de los partidos políticos. 
El ayuntamiento de Santa María Chimalapa está integrado por el presidente municipal, un síndico y un cabildo integrado por cinco regidores.

### Representación legislativa
Para la elección de diputados locales al Congreso de Oaxaca y de diputados federales a la Cámara de Diputados federal, el municipio de Santa María Chimalapa se encuentra integrado en los siguientes distritos electorales:
Local:
- Distrito electoral local de 11 de Oaxaca con cabecera en Matías Romero Avendaño.[4]

Federal:
- Distrito electoral federal 7 de Oaxaca con cabecera en Ciudad Ixtepec.[5]

## Biodiversidad
Santa María Chimalapa se caracteriza por albergar en conjunto con el municipio de San Miguel Chimalapa, la selva de los Chimalapas o selva Zoque, una de las más grandes y mejor conservadas del país.